# Šerkovice
Šerkovice (en allemand : Scherkowitz) est une commune du district de Brno-Campagne, dans la région de Moravie-du-Sud, en République tchèque. Sa population s'élevait à 341 habitants en 2020.

## Géographie
Šerkovice se trouve à 5 km au nord du centre de Tišnov, à 25 km au nord-ouest de Brno et à 163 km au sud-est de Prague.
La commune est limitée par Rašov au nord, par Rohozec et Tišnov à l'est, par Lomnička au sud et par Lomnice à l'ouest.

## Histoire
La première mention écrite de la localité date de 1294.